# Huis Trastámara
Het huis Trastámara was een dynastie op het Iberisch schiereiland. Telgen uit dit geslacht waren koning van Castilië (1369-1504), van Aragón en Sicilië (1412-1516), van Navarra (1425-1479) en van Napels (1442-1501).
Het huis Trastámara ontstond nadat Hendrik, de onechte zoon van koning Alfons XI van Castilië en diens maîtresse Leonora de Guzman, door Alfons XI werd verheven tot graaf van Trastámara. In 1369 zou Hendrik alsnog koning van Castilië worden.
Met de dood van Ferdinand II van Aragón in 1516 stierf Trastámara in mannelijke lijn uit. Zijn dochter Johanna van Castilië (Johanna de Waanzinnige) trouwde met Filips de Schone uit het geslacht Habsburg. Hun zoon, de latere keizer Karel V van het Heilige Roomse Rijk, erfde de bezittingen van Trastámara.